# Challenger de Maui 2015
El Royal Lahaina Challenger 2015 fue un torneo de tenis profesional jugado en pistas duras. Fue la sexta edición del torneo que fue parte de la ATP Challenger Tour 2015. Tuvo lugar en Maui, Estados Unidos entre el 25 de enero y el 1 de febrero de 2015.

## Jugadores participantes del cuadro de individuales

### Cabezas de serie
| País                      | Jugador         | Rank1 | N.º |
| ------------------------- | --------------- | ----- | --- |
| Bandera de Estados Unidos | Denis Kudla     | 123   | 1   |
| Bandera de Estados Unidos | Bradley Klahn   | 150   | 2   |
| Bandera de Estados Unidos | Michael Russell | 156   | 3   |
| Bandera de Estados Unidos | Ryan Harrison   | 160   | 4   |
| Bandera de Estados Unidos | Wayne Odesnik   | 167   | 5   |
| Bandera de Ucrania        | Denys Molchanov | 171   | 6   |
| Bandera de Estados Unidos | Chase Buchanan  | 179   | 7   |
| Bandera de Estados Unidos | Jarmere Jenkins | 191   | 8   |

### Otros participantes
Los siguientes jugadores recibieron una invitación, por lo tanto ingresan directamente al cuadro principal (WC):
- Thibaud Berland
- Stefan Kozlov
- Mitchell Krueger
- Marko Lenz

Los siguientes jugadores ingresan al cuadro principal tras disputar el cuadro clasificatorio (Q):
- Wang Chuhan
- Takanyi Garanganga
- Nicolas Meister
- Sekou Bangoura

## Campeones

### Individual Masculino
Challenger de Maui 2015 (individual masculino)
- Jared Donaldson derrotó en la final a  Nicolas Meister, 6–1, 6-4 .

### Dobles Masculino
Challenger de Maui 2015 (dobles masculino)
- Jared Donaldson /  Stefan Kozlov derrotaron en la final a  Chase Buchanan /  Rhyne Williams, 6–3, 6–4